# 陳尚來
陳尚來（英語：Owen Chan Sheung Loi，1956年10月9日—），香港體育評述員，現任香港汽車會行政總裁。他於1983年加入無綫電視體育組任職記者，數年後升為總編輯兼主持。1994年離開電視台後先後加盟衛星電視與ESPN。自2005年起，他開始任轉播商轉播中國內地的體育賽事，同時擔任有關項目的製作總監，項目包括FIBA斯坦科維奇杯籃球賽、FINA世界杯游泳賽、跳水賽和水球賽、UFC中國訓練營、世界智力運動會、國際冠軍杯足球賽、中國超級摩托車大獎賽、亞洲大師杯賽車等。在公職方面，他在1990年起擔任香港體育記者協會執行委員；及後成為該協會的第四任會長（1994年至1999年）。此外，他還是香港精英運動員協會名譽顧問及北京綜合格鬥協會顧問。

## 背景

### 早年生活
陳尚來早年於新界大埔碗窰陶子峴村居住，有四名弟妹，小時候經常在附近的桃源洞（現時新峰花園附近）游泳。陳尚來於碗窰公立學校就讀小一至小三，後於大埔官立小學就讀小三至小六，並於1970年畢業。及後升讀香港培正中學，由中一讀至中六畢業，與資深土木工程師倪學仁及香港著名經理人陳善之（即陳榮光）同為1976年畢業的敏社理科生。畢業前已在香港中文大學當救生員。陳尚來在1977年考入香港中文大學的第一年修讀物理系。但因為在中學階段深受香港填鴨式教育制度影響而發現自己只懂背誦的學習方式，無法與大學理科學系要求的自主探索與思考的教育方式接軌。於是決定轉讀哲學系以配合其喜歡幻想的個性。他在大學時是哲學家李天命的學生，曾在其教授的學科中取得A級成績，直至1981年畢業。
另外，他入讀大學期間是中大四屆游泳全場個人總冠軍兼隊長（另一隊長為香港電影人莊澄（莊冠男）），比如獲得了新亞書院第六屆水運會男子組100米自由式第一名。陳尚來其後當上期貨經紀、教師及皮革廠品質管理經理。

### 事業發展
到了1983年，陳尚來因為看到報紙招募而加入無綫電視節目部。初時為節目旁述員，再逐漸晉升為體育部總編輯。而資深電視體育節目主持人潘宗明是與他同期加入無綫電視的同業。陳尚來當時負責《體育世界》游泳、單車和賽車環節的報導。同期主持計有林嘉華、陳秀珠等人。他分別於1983年和1986年親身參與在上海市舉行的第五屆中華人民共和國全國運動會和在墨西哥舉行的1986年國際足協世界盃直播評述。又在離開無綫電視前為1992年夏季奧林匹克運動會、1994年美國世界杯足球賽做主持。
擔任了體育記者多年，陳尚來因林嘉華移民加拿大才能於1988年成為《體育世界》的主持。除了《體育世界》之外，陳尚來還伙拍韋基舜主持10分鐘一集的《翡翠大看台》，為拳擊比賽旁述，亦主持另一個晨早節目《香港早晨》。在1994年11月，他在完成1994年國際足協世界盃的主持工作後轉投衛星電視（StarTV），當體育台中文服務部經理。當年星空傳媒，即衛星電視有限公司，開設一個亞洲區體育電視頻道「Star Sports/Time Sports」，於是邀請了陳尚來加盟。頻道以國語做旁述，陳尚來就完全退居幕後做管理工作，為時十年。評述員工作則交由劉勇等人負責。
從2004年開始，陳尚來離開星空傳媒，到加拿大生活和主持當地的電台節目。後來有獵頭公司主動聯絡他，有意邀請他協助建立曼聯、阿仙奴與利物浦足球隊的中文官方網站。結果，陳尚來往返香港及北京著手準備建立球會中國區網站的事宜。早於1997年至2004年中國內地工作時期，他已是ESPN大中華區製作總監及多語言頻道總監，與國內電視台和體育單位非常熟悉。他於2008年北京奧運香港馬術項目及2010年廣州亞運場地經理，2016年里約奧運會獲亞洲版權商邀請到巴西現場當監製直播節目2016年夏季奧林匹克運動會，2021年香港政府購入奧運播映版權，陳尚來擔當香港區節目播映總編輯。近年也為有線體育台節目《體壇圓桌》擔任常設嘉賓，東京奧運及殘奧訪問運動員及賽車，乒乓球等節目主持人。
現時，陳尚來主要為不同中外國家的公司洽談體育直播賽事的轉播項目，例如解決轉播車、衛星車與節目版權的問題。其中一個由他任總監的項目是2017年寰宇娛樂電視體育五台推出的品牌節目《中國第一拳王慈善公開賽》和世界散打王挑戰賽，還有2018年中國超級摩托車大獎賽。。2021年東京奧運完結後，香港汽車會招聘新任行政總裁，陳尚來基於過去與賽車界的關係和熟悉香港體育架構而獲聘任。

## 外部連結
- 陳尚來的Facebook專頁
- 陳尚來的新浪微博
- 【《體育世界》大結局】前主持陳尚來：冇Sport channel 注定體育組滅亡，香港蘋果日報，2018年7月7日（页面存档备份，存于）